# قرار مجلس الأمن التابع للأمم المتحدة رقم 1264
قرار مجلس الأمن التابع للأمم المتحدة رقم 1264 قرار أممي اعتمد بالإجماع في 15 سبتمبر 1999، بعد أن أشار إلى القرارات السابقة بشأن تيمور الشرقية (تيمور - ليشتي)، أذن المجلس بإنشاء القوة الدولية المتعددة الجنسيات لتيمور الشرقية لاستعادة السلام والأمن في الإقليم وتيسير المساعدة الإنسانية وحماية بعثة الأمم المتحدة في تيمور الشرقية.
رحب مجلس الأمن بإجراء الاستفتاء الخاص بالحكم الذاتي الخاص في تيمور الشرقية في 30 أغسطس 1999، والذي صوت فيه أهالي تيمور الشرقية لصالح الاستقلال عن إندونيسيا. في غضون ذلك كان هناك قلق بشأن تدهور الوضع الأمني والعنف الذي أدى إلى نزوح العديد من السكان. ووقعت هجمات أيضا على بعثة الأمم المتحدة في تيمور الشرقية وغيرهم من العاملين في المجال الإنساني الدولي والوطني، مما أثر بشكل خاص على الفئات الضعيفة. كانت هناك تقارير عن انتهاكات واسعة النطاق للقانون الإنساني الدولي وقانون حقوق الإنسان في جميع أنحاء تيمور الشرقية، وقبلت إندونيسيا وجود قوة دولية لحفظ السلام تابعة للأمم المتحدة في المنطقة.
تصرف بموجب الفصل السابع من ميثاق الأمم المتحدة، أدان المجلس أعمال العنف في تيمور الشرقية، ودعا إلى تقديم المسؤولين عنها إلى العدالة وشدد على ضرورة تقديم مساعدة إنسانية فورية غير مقيدة إلى المنطقة. وفي هذا الصدد أذن بإنشاء قوة متعددة الجنسيات بقيادة أسترالية تحت قيادة مشتركة مهمتها استعادة السلام وحماية بعثة الأمم المتحدة في تيمور الشرقية والمساعدة في العمليات الإنسانية باستخدام جميع التدابير اللازمة. كانت القوة تتألف من 8.000 فرد من 17 دولة. وستتعاون حكومة إندونيسيا التي تتحمل مسؤولية مؤقتة عن أمن تيمور الشرقية، مع القوة المتعددة الجنسيات أو القوة الدولية.
وأشار القرار إلى أن جزءا من الاتفاق بين إندونيسيا والبرتغال بشأن مستقبل تيمور الشرقية ينص على نقل سلمي ومنظم للسلطة في تيمور الشرقية إلى الأمم المتحدة، وطُلب من القوة الدولية دعم العملية. وستبقى القوة المتعددة الجنسيات موجودة في تيمور الشرقية لمدة أربعة أشهر حتى يتم استبدالها بقوة حفظ سلام تابعة للأمم المتحدة وسيُطلب منها تقديم تقارير دورية عن تقدمها.
وأخيرا طُلب إلى الأمين العام التحضير لإدارة انتقالية في تيمور الشرقية تشمل عملية لحفظ السلام خلال مرحلة التنفيذ التي تلي الاستفتاء.